# 思阳镇
思阳镇，是中华人民共和国广西壮族自治区防城港市上思县下辖的一个乡镇级行政单位。

## 行政区划
思阳镇下辖以下地区：
东湖社区、北湖社区、明江社区、彩元社区、广元村、江平村、华加村、高加村、计怀村、六银村、明哲村、昌墩村、易和村、玉学村、和星村、那板村和平广林场生活区。